# Jimmy Izquierdo
Jimmy Izquierdo (Ventanas, 28 mei 1962 – Guayaquil, 23 april 1994) was een profvoetballer uit Ecuador, die speelde als verdediger gedurende zijn carrière. Hij overleed op 31-jarige leeftijd aan de gevolgen van een auto-ongeluk.

## Clubcarrière
Izquierdo speelde jarenlang voor Barcelona SC en won viermaal de Ecuadoraanse landstitel met de club uit Guayaquil: 1985, 1987, 1989 en 1991. Zijn laatste club was Delfín Sporting Club (1993).

## Interlandcarrière
Izquierdo speelde tien interlands voor Ecuador, en scoorde één keer voor de nationale ploeg in de periode 1988-1989. Onder leiding van de Montenegrijnse bondscoach Dušan Drašković maakte hij zijn debuut op 27 september 1988 in de vriendschappelijke wedstrijd tegen Uruguay (2-1 nederlaag) in Asunción. Hij nam in dat duel de enige treffer voor Ecuador voor zijn rekening.

## Erelijst
Barcelona SC
- Campeonato Ecuatoriano

1985, 1987, 1989, 1991